# 甫木元空
甫木元 空（ほきもと そら、1992年2月 - ）は、日本の映画監督、音楽家、小説家である。Bialystocksのボーカルを務めている。

## 経歴
父は舞台演出家、母はピアノ講師。1992年、埼玉県に生まれ、越生町で育つ。多摩美術大学映像演劇学科を卒業した。2016年、『はるねこ』で長編映画監督デビュー。2017年、高知県四万十町に移住した。2022年、青木柚主演の長編映画『はだかのゆめ』を監督した。2023年12月16日から2024年2月16日まで、個展「窓外 1991-2021」が高知県立美術館で開かれた。

## フィルモグラフィー

### 長編映画
- はるねこ（2016年） - 監督・脚本・編集・音楽[11]
- はだかのゆめ（2022年） - 監督・脚本・編集[12]
- BAUS 映画から船出した映画館（2025年） - 監督・脚本

短編映画
- エクスネ・ケディの幽体離脱（2024年） - 監督（井手健介との共同監督）[13]

### ミュージック・ビデオ
- indigo la End「ハルの言う通り」（2018年）[14]
- Bialystocks「光のあと」（2021年）[15]
- Bialystocks「All Too Soon」（2021年）[16]
- 前野健太「戦争が夏でよかった」（2022年）[17]
- Bialystocks「差し色」（2022年）[18]
- Bialystocks「灯台」（2022年）[19]
- Bialystocks「Upon You」（2022年）[20]
- Bialystocks「Kids」（2024年）

- 菅田将暉「ユアーズ」（2023年）[21]
- imai「Wakamusha」（2024年）[22]
- あいみょん「ざらめ」（2024年）[23]
- EXNE KEDY「土器」（2024年）
- 松村北斗(SixTONES)「憧憬のアーチ」（2025年）

### プロモーション動画
- 埼玉県越生町「帰り道」（2023年）[24]

## ディスコグラフィー

### 楽曲提供
- 菅田将暉『SPIN』（2024年、「二つの彗星」作詞・作曲）[25]

## 著書
- 『その次の季節 高知県被曝者の肖像』（this and that、2021年） ISBN 9784991006234
- 『はだかのゆめ』（新潮社、2023年） ISBN 9784103551911

## 関連文献
- 高知県立美術館『ARTIST FOCUS #04 甫木元空 窓外 1991-2021』（this and that、2024年） ISBN 9784991006258